# Viễn thị
Viễn thị là một tật liên quan đến khúc xạ ở mắt. Trái ngược với cận thị, người bị viễn thị có thể nhìn bình thường đối với những vật ở cự ly xa, song không nhìn rõ những vật ở cự ly gần. Nguyên nhân của viễn thị là giác mạc dẹt quá hoặc trục trước - sau của cầu mắt ngắn lại khiến cho hình ảnh không hội tụ ở đúng võng mạc như mắt bình thường mà lại hội tụ ở phía sau võng mạc. Một thấu kính hội tụ phù hợp có thể giúp điều chỉnh điểm hội tụ về đúng võng mạc.

## Từ nguyên
Chữ Hán: 遠視, nghĩa: "nhìn xa".